# Javi Serrano
Pour les articles homonymes, voir Serrano.
Serrano  Martínez est un nom espagnol. Le premier nom de famille, en général paternel, est Serrano ; le second, en général maternel, souvent omis, est Martínez.
Javi Serrano, né le 16 janvier 2003 à Madrid, est un footballeur espagnol qui évolue au poste de milieu défensif à l'Atlético de Madrid.

## Biographie

### Carrière en club
Javi Serrano intègre l'académie de l'Atlético Madrid à l'âge de 7 ans en 2010,. Il y signe un contrat de cinq ans à l'été 2020.
Au cours de la saison 2020-21, il intègre l'équipe juvenil (en) de l'Atlético qui arrive en tête de son groupe contre le Rayo Vallecano et le Real Madrid, avant d' être battu par ces derniers en Copa de Campeones (en).
Serrano fait ses débuts pour l' Atlético B en mars 2021, devenant plus tard un titulaire régulier avec la réserve lors de la deuxième phase de la Segunda División B 2020-21. À la fin de la saison, il prolonge son contrat avec l'Atleti jusqu'en 2026, tout en étant également repéré par plusieurs autres grands clubs européens à l'image du Paris Saint-Germain,,.
Il est sélectionné par Diego Simeone pour s'entraîner avec l'équipe première lors de la pré-saison 2021-2022, étant notamment titularisé pour victoire 2-1 contre Wolfsburg,. Lui et Giuliano Simeone sont alors les deux seuls joueurs en dehors de l'équipe première à disputer les cinq matches amicaux de cette préparation estivale.
Déjà intégré à l'équipe professionnelle lors des premières rencontres en Liga; Serrano fait ses débuts professionnels avec l'Atlético le 3 novembre 2021, remplaçant Ángel Correa à la 74e minute de la défaite 2-0 à l'extérieur contre Liverpool, lors de la phase de groupes. de la Ligue des champions,.

### Carrière en sélection
Serrano est international espagnol en équipes de jeunes, ayant fait partie de toutes les sélections espagnoles dès les moins de 16 ans. Après mise en pause de la plupart des compétitions internationales juniors à cause du covid, il devient un habitué de la sélection espagnole des moins de 19 ans, remportant sa première sélection fin août 2021,.